# Biblioteca civica Romolo Spezioli
La Biblioteca civica Romolo Spezioli si trova a Fermo, nelle Marche meridionali.
È accolta nel Palazzo degli Studi, in fondo a Piazza del Popolo. Collegato attraverso una loggetta aerea, il cosiddetto Passetto, al Palazzo dei Priori, forma con quest'ultimo un unico complesso.
Con quasi 400.000 pezzi conservati, la Biblioteca Spezioli di Fermo è per quantità e qualità tra le più importanti d'Italia.

## Storia
Le vicende della Biblioteca Comunale di Fermo si legano alla storia della città e, in particolare, all’istituzione a Fermo di uno Studium, decretato con il Capitolare di Olona dall’Imperatore Lotario I già nell’anno 825 e, dopo quasi cinque secoli di attività, riportato ad una rinnovata centralità da papa Bonifacio VIII con bolla del 16 gennaio 1303, atto che diventa di fondazione ufficiale dell’Ateneo fermano, ove si decreta l’insegnamento “in Theologia, Jure Canonico ac Civili, Artibus, alia qualibet licita Facultate”.
Da qui, con successive bolle dei Papi Eugenio IV, Callisto III e, soprattutto,  Sisto V,  l’Ateneo si vide riconosciuti benefici che ne ribadirono, tra alterne vicende, la sua centralità. In particolare fu il marchigiano Papa Sisto V a restituire all’Università cittadina, elevando nel contempo la sede vescovile di Fermo ad arcivescovile metropolitana nonché sede cardinalizia, a garantire alla città, nel suo complesso, un considerevole sviluppo culturale. Dopo di lui lo Studium fu affidato ai Gesuiti che ne mantennero la conduzione fino al 1773, anno della soppressione della loro Congregazione.

### Le origini e il '600
La biblioteca civica di Fermo nasce infatti nel 1688 grazie alla volontà del cardinale Decio Azzolino il Giovane, fermano di origine, consigliere della regina Cristina di Svezia, accorto politico e grande amante delle lettere. Egli nel 1671 chiese al Consiglio generale del Comune un locale dove collocare la propria libreria, che voleva donare alla sua città natale per soddisfare le esigenze della gioventù studiosa. L'ambiente adatto fu individuato nel piano superiore del Palazzo dei Priori e, pertanto, il cardinale fece allestire a proprie spese la ex "Sala delle Commedie", cioè la sala al secondo piano del Palazzo dei Priori all'epoca utilizzata per le rappresentazioni teatrali (odierna Sala del Mappamondo). La biblioteca personale del cardinale, così come quella ereditata dalla regina Cristina di Svezia, che lo aveva indicato quale erede universale, non arrivarono mai a Fermo,  presumibilmente disperse dall’erede del cardinale, il nipote Pompeo Azzolino.
Tuttavia l’occasione che mosse l’Azzolino fu, oltre che garantire alla città la sua personale libreria, anche sbloccare la pratica di donazione della raccolta libraria del patrizio fermano Paolo Ruffo che aveva posto la clausola al Convento di san Domenico, destinatario della sua collezione, della destinazione ad uso pubblico della donazione. Nell’impossibilità di ottemperare a tale richiesta, il legato dei padri Domenicani rinunciò alla donazione a favore del Comune.

### La donazione Romolo Spezioli e il '700

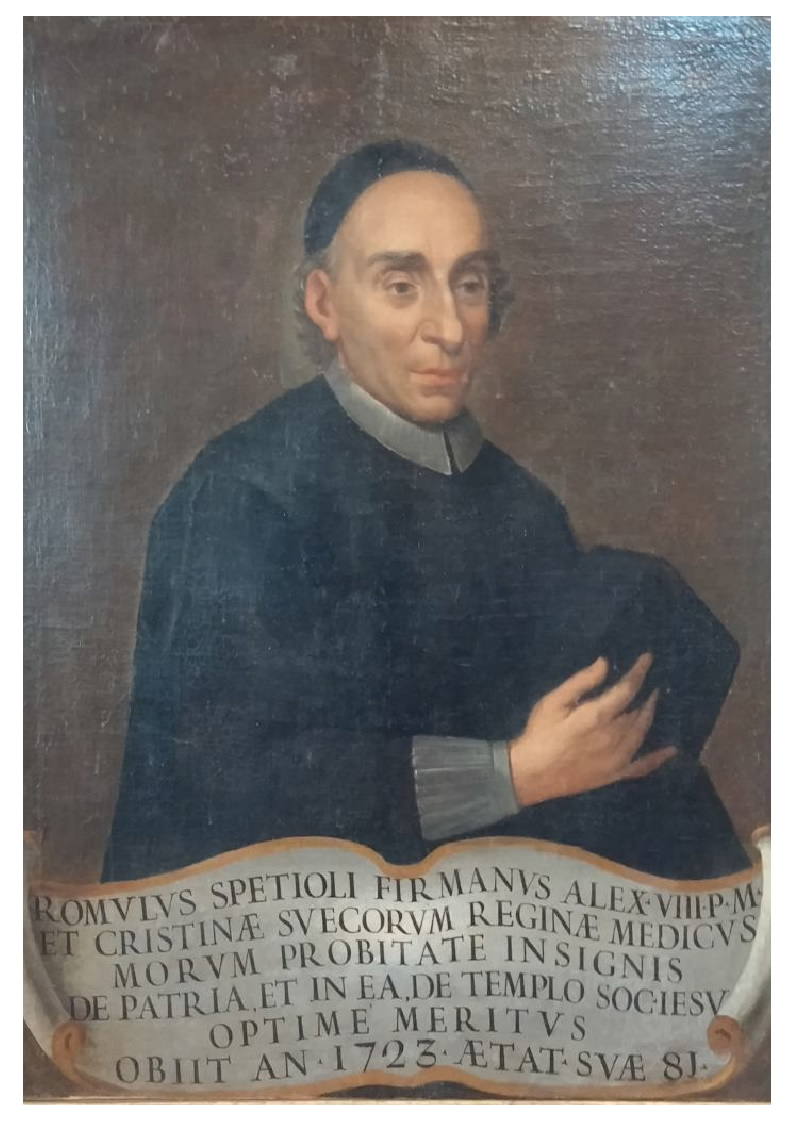
Romolo Spezioli

La donazione libraria più rilevante di questa fase fu quella intitolata a Romolo Spezioli (1642-1723). La ricchezza della sua biblioteca si lega al ruolo che egli ebbe, grazie all'amicizia col cardinale Azzolino, presso la corte della regina Cristina di Svezia, della quale divenne medico personale di corte. Già nel 1703, a quasi quindici anni dalla scomparsa di Cristina di Svezia e nel pieno della sua attività, egli fece intendere la propria volontà di donare alla città natale tutti i suoi libri, tanto di medicina quanto d’ogni altra materia: pose tuttavia, da uomo pratico qual era, la condizione che la Biblioteca civica venisse dotata di un bibliotecario, cosa alla quale il Consiglio dovette provvedere immediatamente, chiamando alla onorifica carica il fermano Nicola Cordella. Lo Spezioli si sentì di compiere l’ennesimo atto di generosità nei confronti della ormai avviata Biblioteca civica, destinando ad essa - per volontà testamentaria resa nota un anno dopo la sua morte, avvenuta nel 1723 - tutti i libri ancora in suo possesso.

### Dall'800 ai nostri giorni
Rispetto al nucleo originario (costituito dal lascito Ruffo), il patrimonio della Biblioteca civica si è arricchito nel corso dei secoli successivi, grazie ad altre donazioni e ad acquisti. L’acquisizione delle collezioni del medico di Cristina costituì l’apice della storia della Biblioteca civica di Fermo; a seguito delle vicende ad essa connesse la consistenza dei fondi si stabilizzò, non essendoci stati fino ai primi dell’Ottocento altri incrementi al di fuori di pochi acquisti ed alcuni scambi bibliografici.
Il XIX secolo, soprattutto dopo il 1860, segnò una ripresa delle acquisizioni, frutto delle circostanze e delle occasioni più diverse. In particolare vennero incamerate dal Comune le raccolte librarie conseguenti alla soppressione delle corporazioni claustrali e religiose.

#### L'Ottocento
Il fondo più rilevante che nel corso dell'Ottocento sia stato acquisito dalla Biblioteca fu quello dei fratelli Raffaele e Gaetano De Minicis. Alla morte di quest'ultimo, avvenuta nel 1871, nelle mani dell'erede rimaneva una grande ricchezza documentaria, costituitasi negli anni con sforzi economici e dedizione allo studio: le collezioni non erano soltanto librarie, ma di interesse archeologico, epigrafico, numismatico, artistico. Sempre per il meritorio intervento diretto del sindaco Trevisani, nel 1872 fu possibile alla città acquistare i circa 15 000 volumi della biblioteca di famiglia, nonché una parte delle raccolte archeologiche messe in vendita dagli eredi, attualmente conservata nelle varie collezioni museali civiche.
Di fine Ottocento fu poi la pregiatissima acquisizione delle opere a stampa e dei disegni di proprietà dell’architetto fermano Giovanni Battista Carducci (1806-1878), che oggi costituiscono la quasi totalità del ricco fondo speciale Stampe e Disegni della Biblioteca di Fermo. Tra gli oltre 4 000 disegni appartenuti all’architetto si segnalano i gruppi di fogli di autori bolognesi e romani del XVII e del XVIII secolo, più di mille studi di Fortunato Duranti di Montefortino (1787-1863) e numerosi disegni di vari protagonisti della stagione neoclassica (Mengs, von Maron, Cades, Giani, Pinelli, Minardi) raccolti a Roma dal Duranti stesso. Fra le stampe vanno annoverate derivazioni da Michelangelo, Raffaello e Tiziano di celebri incisori, quali - ad esempio - Marcantonio Raimondi e Agostino Veneziano, oltre a fogli dei Carracci, prove di Guido Reni e del Parmigianino, stampe di Durer. Il Carducci contribuì alla crescita delle collezioni civiche anche attraverso parte della sua ricca raccolta archeologica acquisita prima che l’insieme dei reperti venisse smembrato.

#### Il Novecento
La donazione di don Gabriele Filoni, risalente al primo ventennio del Novecento, è stata una delle acquisizioni più importanti ai fini dell'incremento del fondo locale. Essa comprende infatti circa 1 200 opuscoli, raccolti in miscellanea ed inventariati nel 1919, principalmente di materia artistica e storica fermana, nonché statuti e regolamenti di istituti cittadini, oltre che di argomento letterario, religioso e di diritto canonico.
È degli anni Quaranta l’ingresso in Biblioteca della ricca raccolta libraria di Giulio Maranesi, complessivamente 1 060 opere corredate di accurato inventario. Gli interessi di questo tipico erudito otto-novecentesco traspaiono molteplici dalle sue collezioni: antichità, arte, filologia sono seconde soltanto alle edizioni geografiche che raccolse con la passione derivatagli dalla sua attività principale di studioso della materia.
Del 1958 è invece la donazione voluta dagli eredi dei conti Gigliucci. Ricca di edizioni di opere letterarie italiane, francesi e latine, pubblicate tra il Cinquecento e l'Ottocento, la collezione ha una connotazione storico- umanistica, frutto della cultura e dell'impegno politico del suo creatore, il conte Giovanni Battista Gigliucci (1815-1893), deputato al Parlamento italiano nel 1874 e senatore nel 1889.
Nel 1996, per volontà degli eredi, l'importante collezione del professor Alvaro Valentini entrò a far parte della Biblioteca civica. La donazione è composta da una sezione di carattere librario e da una documentale, sia di natura personale che professionale. La prima sezione del fondo è consultabile dal pubblico, mentre l'altra è conservata nei depositi della Biblioteca.
Dello stesso anno è la donazione di Firmino Sifonia, professore e compositore italiano, composta da una raccolta di volumi di carattere musicale e letterario, oltre a dischi, spartiti e libretti d'opera.

## Struttura

### La "Sala del Mappamondo" e il Palazzo degli studi

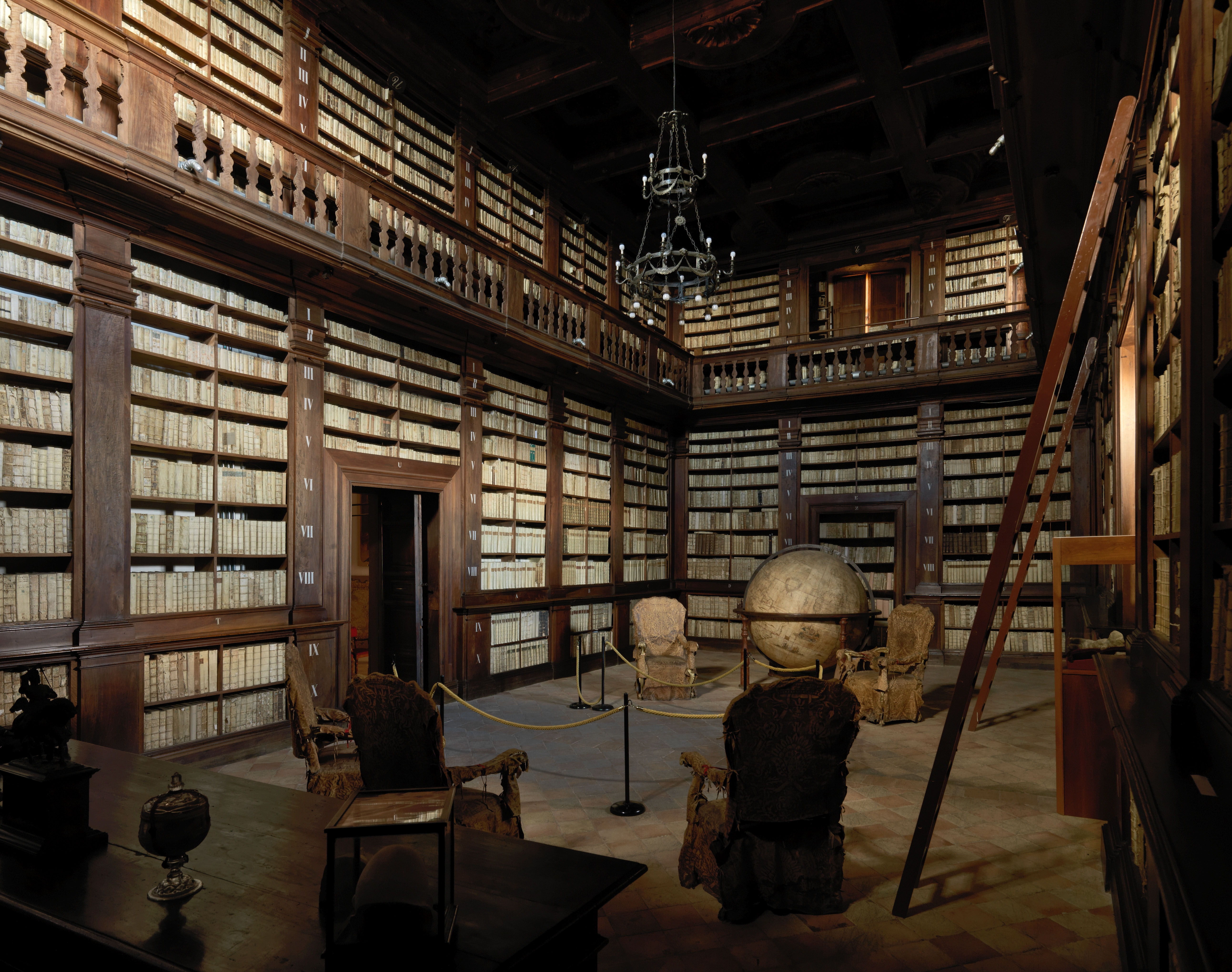
Sala del Mappamondo

L'odierna Sala del Mappamondo, che conserva il fondo più antico della Biblioteca comunale di Fermo, fu realizzata dall'architetto fermano Adamo Sacripante. Entrando si notano la scaffalatura in noce a doppio ordine con ballatoio cinto da balaustra, il soffitto in abete a cassettoni e il mappamondo manoscritto, realizzato nel 1713 dall'abate Amanzio Moroncelli per la regina Cristina di Svezia. Il Palazzo dei Priori, sede della Sala, è collegato, attraverso una loggetta a tre fornici, al Palazzo degli Studi, il cui piano nobile, precedentemente utilizzato dall'Università, ospita la parte più moderna della Biblioteca.

### La biblioteca ragazzi
Inaugurata nell’aprile 1998 è collocata al piano terra della Biblioteca.

## Patrimonio
Con quasi 400.000 pezzi conservati, la Biblioteca Spezioli di Fermo è per quantità e qualità tra le più importanti d'Italia.
Le sue collezioni comprendono codici pergamenacei, corali, incunaboli, cinquecentine ed opere a stampa successive nonché opuscoli in miscellanea e fondi documentari in fase di catalogazione. E ancora 816 periodici cessati, più di 6 000 stampe e 4 000 disegni, una ricca collezione numismatica e il famoso "Mappamondo" manoscritto del fabrianese Amancio Moroncelli.
Patrimonio librario: codici manoscritti (127); manoscritti (3 000); volumi ed opuscoli (circa 350 000 tra i quali 681 incunaboli e 15 000 edizioni del Cinquecento); periodici: spenti 911, correnti 110; stampati musicali (non quantificati); disegni (4 254); incisioni (6 500); dipinti ad olio (12); ex libris (oltre 300); microfilms (57); miscellanee (23 000); monete 1 000.
Fondi speciali librari: Fondo Romolo Spezioli (volumi a carattere prevalentemente storico medico); Fondo G. B. Carducci (costituito da stampe, incisioni e disegni di architettura); Fondo Gigliucci (volumi di genere prevalentemente letterario e storico con anche numerosi documenti manoscritti di interesse storico-politico); Fondo Maranesi (opere di geografia); Fondo Mannocchi (libri di ingegneria); Fondo Nibbi (opere originali in lingua inglese e francese); Fondo Polimanti (volumi relativi alla storia della medicina tra Ottocento e Novecento nonché raccolte giuridiche); Fondo Valentini (biblioteca prevalentemente letteraria e di storia della letteratura); Fondo Sifonia (volumi a carattere letterario, artistico e musicale con anche dischi e libretti d'opera).
Altri fondi speciali. Fondi iconografici: Fondo G. B. Carducci (costituito da stampe, incisioni e disegni di architettura); Fondo Giorgetti (disegni e dipinti ad olio); Fondo Giovannelli (oltre 300 ex libris del donatore e di sua proprietà); Fondo Nardi (disegni, acquerelli e fotografie); Fondo Ugo D'Ambrosio (disegni, album); Fondo Bernetti - Evangelista (serigrafie). Fondo fotografico: interamente digitalizzato su n. 13 Cd rom, diviso in una sezione storica ed una moderna. Fondi musicali: Fondo Scorcelletti (libretti e varia documentazione musicale); Fondo Gigliucci (Libretti d'opera).

### Fondi antichi e speciali

#### Codici
La biblioteca possiede 127 codici manoscritti tra i quali eccellono:
- Il Libro delle Ore: il liber horarum, tradizionalmente ritenuto di proprietà della regina Cristina di Svezia, è il codice più pregevole della Biblioteca Comunale di Fermo. In tale esemplare, fattura, colori, elementi decorativi, tipologie delle figure riconducono alla scuola miniaturistica francese o fiamminga; tra i vari ornamenti spiccano undici miniature, tutte nel verso di altrettante carte, a fronte delle quali, in ciascun recto seguente, inizia il testo di una nuova parte dell'officium; tanto le miniature quanto i testi corrispondenti sono interamente incorniciati e l’effetto delle due pagine adiacenti aperte è bello e raffinato.
- L'Erbario-Lapidario: si tratta di un codice cartaceo rilegato in pelle la cui parte più rilevante è l'erbario, il documento ha tuttavia una natura più composita, dato che include anche un Liber lapidarius e un De significatione planetarum incompleto; quindi lo si potrebbe definire più adeguatamente un manuale di scienze naturali. Riporta illustrazioni acquerellate di molteplici qualità di erbe, con indicazione latina del nome e sommaria indicazione delle virtù terapeutiche.
- Codice manoscritto n 16: è considerato uno dei pezzi più significativi delle collezioni fermane, essendo il documento più antico facente parte di esse: si tratta di un insieme di trattati di retorica del X secolo, in buono stato di conservazione, scritto in una carolina limpida e leggibilissima.
- Graduale: è così chiamato perché utilizzato, nella liturgia, per la lettura collettiva sui gradini dell’ambone, è uno fra i più antichi della Biblioteca e mostra una legatura con piatti di legno, pelle marrone impressa, piccole borchie metalliche e resti di ganci. Il testo è a caratteri gotici, con iniziali a due colori, calligrafiche e decorate. Una scheda cartacea, incollata all’esterno del piatto di copertina, con medesima calligrafia dell’indice, lascerebbe supporre sia stato utilizzato solo per motivi di studio più che per uso liturgico.
- Portolano: è un «Atlante Geografico Marittimo», si compone di 8 carte membranacee applicate su cartone, che a coppia formano 4 tavole, tutte senza titolo.

#### Incunaboli
681 incunabuli
- Editio Princeps della lettera di Cristoforo Colombo: si tratta di un esemplare a stampa dell'Epistola de su gran descubrimiento che Cristoforo Colombo scrisse al tesoriere della corte reale spagnola, di ritorno dal primo viaggio nelle Indie, impresso a Roma nel 1493 per diffondere la notizia dell'impresa.

#### Edizioni del '500
Circa 14 650 cinquecentine.

#### Stampe e disegni
4 254 disegni, 6 500 incisioni.

#### Fondo numismatico
Contiene principalmente monete coniate nel periodo di attività della zecca fermana.

### Fondo moderno
Le collezioni moderne sono organizzate in tre spazi: lo scaffale aperto, lo scaffale chiuso, il deposito. Presso le sale a scaffale aperto si conservano le più recenti opere di consultazione, manualistica e saggistica suddivise tematicamente secondo la classificazione decimale DEWEY e la narrativa ordinata alfabeticamente per autore. Le opere autorevoli ed i classici delle singole materie di non recente pubblicazione sono sistemate nello scaffale chiuso. A deposito vengono conservate le doppie copie, le pubblicazioni di minore consultazione ed il materiale con datazione antecedente il 1950.

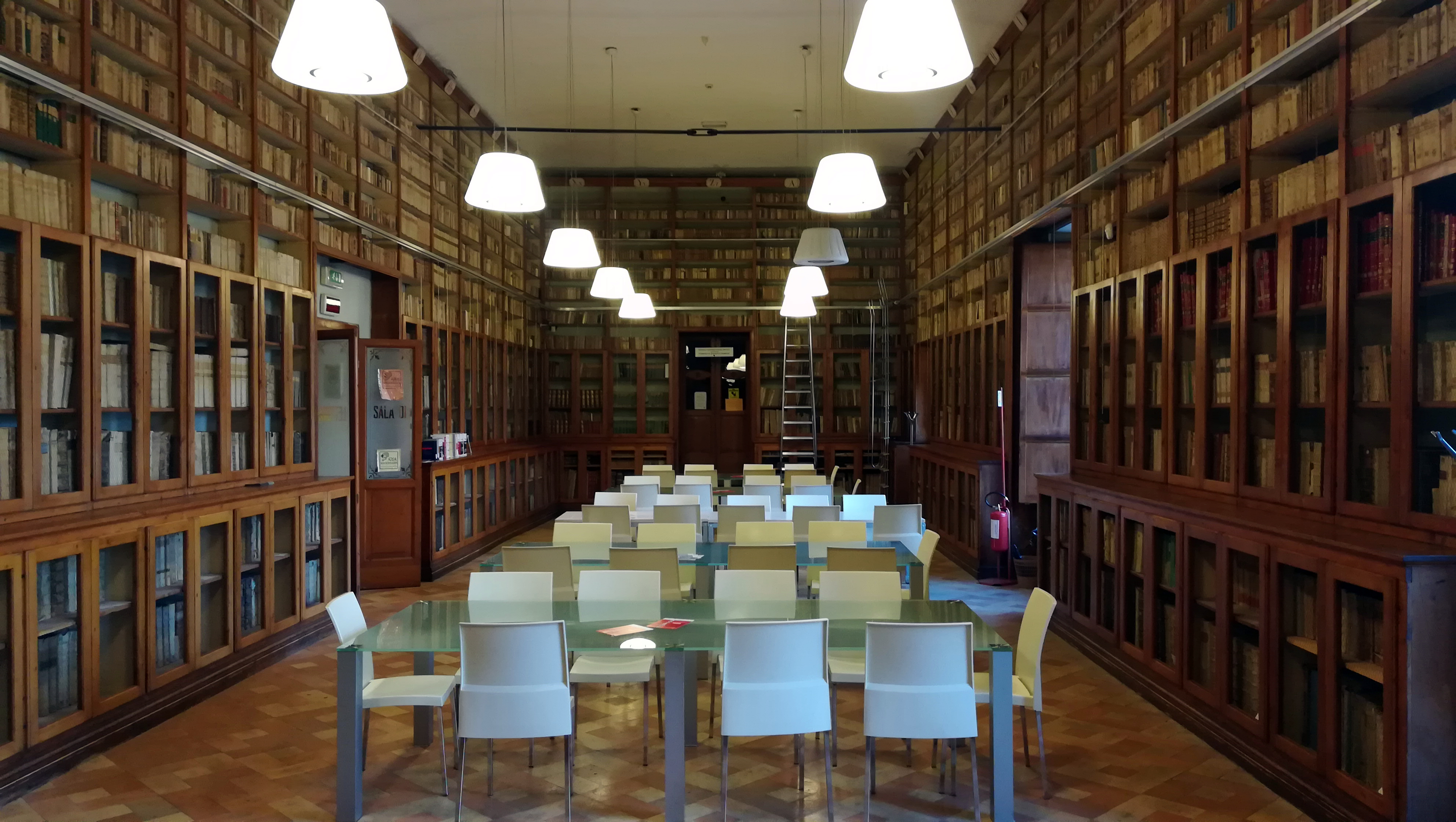
La Sala San Sebastiano.

## Progetti
La Biblioteca centro Sistema del POLO SBN-SIP partecipa stabilmente ad alcuni progetti nazionali ed internazionali come IGI (Indice Generale degli Incunaboli) delle Biblioteche d'Italia; EDIT 16 (Catalogo nazionale delle edizioni del XVI secolo stampate in Italia); BDI (Biblioteca digitale italiana); 15c Booktrade in MEI (Material Evidence in Incunabula); NpL (Nati per Leggere); NpM (Nati per la Musica).